# R514 (Russland)
Die R 514 (russisch P 514, das kyrillische P entspricht dem lateinischen R) ist eine 86 Kilometer lange russische Regionalstraße, die in Nord-Süd-Richtung durch die Oblast Kaliningrad (Gebiet Königsberg (Preußen)) verläuft. Sie durchzieht vom Kurischen Haff aus den Rajon Polessk (Kreis Labiau), den Rajon Gwardeisk (Tapiau) und den Rajon Prawdinsk (Friedland (Ostpreußen)) und verbindet die A 190 (ehemalige deutsche Reichsstraße 126) und die A 229 (Reichsstraße 1, heute auch Europastraße 28), A 196 (Reichsstraße 131), die R 508 und R 512 miteinander.
Zwischen Snamensk (Wehlau) und Prawdinsk (Friedland (Ostpreußen)) verläuft die R 514 auf der Trasse der früheren deutschen Reichsstraße 142.

## Verlauf der R 514 (P 514)
- Matrossowo (Gilge)
- Golowkino (Nemonien, 1938–1946 Elchwerder)
- (Groß Friedrichsgraben II, 1918–1946 Ludendorff) (nicht mehr existent)
- Rasino (Juwendt, 1938–1946 Möwenort)
- Krasnoje (Agilla, 1938–1946 Haffwerder)
- Belomorskoje (Groß Friedrichsgraben I, 1918–1946 Hindenburg)
- Polessk (Labiau)
- → Abzweig A 190 nach Dobrino (Nautzken) und Kaliningrad (Königsberg (Preußen))
- gemeinsame Streckenführung A 190 und R 514 auf zehn Kilometern
- → Abzweig A 190 nach Bolschakowo (Groß Skaisgirren, 1938–1946 Kreuzingen)
- Saranskoje (Laukischken)
- Saranskoje (Powangen)
- Krasny Bor (Krakau)
- Nowaja Derewnja (Alt Gertlauken)
- Jerschowo (Grünlinde)
- Sobolewo (Groß Michelau, nicht mehr existent)
- Sorino (Poppendorf)
- → Abzweig A 229 nach Kaliningrad (Königsberg (Preußen)) bzw. Tschernjachowsk (Insterburg)
- Prudnoje (Alt Wehlau)
- Snamensk (Wehlau)
- → Abzweig R 508 nach Lugowoje (Gutenfelde) bzw. Osjorsk (Darkehmen, 1938–1946 Angerapp)
- Bolschaja Poljana (Paterswalde)
- Rodniki (Leißienen)
- Fedotowo (Groß Plauen)
- Iswilino (Dettmitten)
- Druschba (Allenburg)
- Kurortnoje (Wohnsdorf)
- Lugowoje (Hohenfelde)
- Prawdinsk (Friedland (Ostpreußen))

(→ A 196 nach Lugowoje (Gutenfeld) bzw. Schelesnodoroschny (Gerdauen) und R 512 nach Gwardeisk (Tapiau))